# Fabrice Becker
Fabrice Becker (* 28. Juni 1971 in Straßburg, Bas-Rhin) ist ein ehemaliger französischer Freestyle-Skier. Er war auf die nicht mehr ausgetragene Disziplin Ballett (Acro) spezialisiert. In dieser Disziplin gewann er 1992 den olympischen Demonstrationswettbewerb und wurde 1993 und 1997 jeweils Weltmeister. Daneben gewann er einmal den Freestyle-Gesamtweltcup sowie drei Disziplinenwertungen und 21 Einzelwettkämpfe.

## Biografie

### Sportliche Laufbahn
Fabrice Becker stammt aus La Plagne und startete während seiner Karriere für den heimischen Skiverein.
Becker gab im Februar 1989 in La Clusaz sein Debüt im Freestyle-Skiing-Weltcup und belegte Rang 22. Am Ende seiner zweiten Saison kam er im selben Ort als Vierter erstmals in die Nähe der Podestplätze. Seine ersten beiden Platzierungen auf dem Podium gelangen ihm im Winter 1990/91, bei den Weltmeisterschaften in Lake Placid belegte er Rang sieben. Der Durchbruch glückte ihm ein Jahr später. Nach seinen ersten beiden Weltcupsiegen ging er als Mitfavorit in den Demonstrationswettbewerb im Rahmen der Olympischen Spiele von Albertville und gewann vor Rune Kristiansen die Goldmedaille. Während er sich in der Weltcup-Disziplinenwertung in den beiden folgenden Jahren jeweils dem norwegischen Seriensieger geschlagen geben musste, schlug er ihn bei den Weltmeisterschaften in Zauchensee und gewann seinen ersten Weltmeistertitel.
1993/94 entschied Becker mit fünf Saisonsiegen erstmals die Disziplinenwertung für sich, verlor aber in der folgenden Saison sowohl die Wertung als auch den Weltmeistertitel wieder an Kristiansen. Ab Dezember 1994 startete er zusätzlich zum Ballett auch im Aerials (Springen), ein 14. Platz (Piancavallo 1997) blieb das beste Ergebnis seiner Karriere. 1997 gewann er bei den Weltmeisterschaften in Japan seine zweite Goldmedaille, 1996/97 und 1997/98 erneut die Ballett-Disziplinenwertung im Weltcup. Die geplante Teilnahme an den Olympischen Spielen in Nagano scheiterte daran, dass er zu wenige Springen bestritten hatte. In seiner letzten Saison gelang ihm dank der zusätzlichen Punkte aus dem Springen als erstem und einzigem Ballettspezialisten der Gewinn des Freestyle-Gesamtweltcups.

### Weitere Karriere
Fabrice Becker absolvierte zwischen 1989 und 1991 die Sommerhochschule Jean Moulin in Albertville und studierte bis 1994 Marketing-Technik an der Universität Savoyen in Annecy. Neben seiner Skisportkarriere war er auch als Musiker aktiv und veröffentlichte im Sommer 1997 mit der Alternative-Rock-Band Mad Fox sein Debütalbum. Nachdem er sich 1998 ganz dem Freestyle-Springen zugewandt hatte, trainierte er zunächst den französischen Nachwuchs und die norwegische Meisterin Hilde Lid. Im Winter 1999/00 ging er als Skiakrobat mit Budweiser auf Werbetour und wurde vom kanadischen Cirque du Soleil entdeckt. Becker gab sein Leben in den Alpen auf und wanderte im März 2000 nach Montréal aus, um für den Zirkus als Talentscout für Akrobaten zu arbeiten. Nach verschiedenen weiteren Aufgaben fungiert er seit 2015 als Creative Director.
Im Jahr 2009 adoptierte Fabrice Becker einen chinesischen Jungen.

## Erfolge

### Olympische Spiele
- Albertville 1992: 1. Ballett (Demonstrationswettbewerb)

### Weltmeisterschaften
- Lake Placid 1991: 7. Ballett
- Altenmarkt-Zauchensee 1993: 1. Ballett
- La Clusaz 1995: 2. Ballett
- Nagano 1997: 1. Ballett

### Weltcupwertungen
| Saison  | Gesamt | Gesamt | Aerials | Aerials | Ballett | Ballett |
| Saison  | Platz  | Punkte | Platz   | Punkte  | Platz   | Punkte  |
| ------- | ------ | ------ | ------- | ------- | ------- | ------- |
| 1988/89 | 122.   | 1      | –       | –       | 39.     | 4       |
| 1989/90 | 55.    | 10     | –       | –       | 19.     | 61      |
| 1990/91 | 23.    | 20     | –       | –       | 8.      | 182     |
| 1991/92 | 7.     | 24     | –       | –       | 2.      | 191     |
| 1992/93 | 4.     | 97     | –       | –       | 2.      | 680     |
| 1993/94 | 5.     | 98     | –       | –       | 1.      | 788     |
| 1994/95 | 5.     | 104    | 36.     | 56      | 2.      | 688     |
| 1996/97 | 2.     | 111    | 36.     | 100     | 1.      | 688     |
| 1997/98 | 1.     | 109    | 37.     | 72      | 1.      | 388     |

### Weltcupsiege
Becker errang im Weltcup 47 Podestplätze, davon 21 Siege:
| Datum             | Ort                   | Land        | Disziplin |
| ----------------- | --------------------- | ----------- | --------- |
| 17. Januar 1992   | Breckenridge          | USA         | Ballett   |
| 31. Januar 1992   | Oberjoch              | Deutschland | Ballett   |
| 28. Februar 1992  | Inawashiro            | Japan       | Ballett   |
| 12. März 1992     | Altenmarkt-Zauchensee | Österreich  | Ballett   |
| 21. Januar 1993   | Lake Placid           | USA         | Ballett   |
| 26. März 1993     | Lillehammer           | Norwegen    | Ballett   |
| 10. Dezember 1993 | Tignes                | Frankreich  | Ballett   |
| 14. Dezember 1993 | Piancavallo           | Italien     | Ballett   |
| 7. Januar 1994    | Blackcomb             | Kanada      | Ballett   |
| 28. Januar 1994   | Le Relais             | Kanada      | Ballett   |
| 3. März 1994      | Altenmarkt-Zauchensee | Österreich  | Ballett   |
| 16. Dezember 1994 | Tignes                | Frankreich  | Ballett   |
| 20. Januar 1995   | Le Relais             | Kanada      | Ballett   |
| 8. März 1995      | Hundfjället           | Schweden    | Ballett   |
| 13. Januar 1997   | Lake Placid           | USA         | Ballett   |
| 17. Januar 1997   | Blackcomb             | Kanada      | Ballett   |
| 23. Januar 1997   | Breckenridge          | USA         | Ballett   |
| 19. Dezember 1997 | Kirchberg             | Österreich  | Ballett   |
| 23. Januar 1998   | Blackcomb             | Kanada      | Ballett   |
| 13. März 1998     | Altenmarkt-Zauchensee | Österreich  | Ballett   |